# ФК Наполи
ФК Наполи (итал. Società Sportiva Calcio Napoli) је италијански професионални фудбалски клуб са седиштем у Напуљу, Кампанија који је основан 1904. године. Клуб је током највећег дела своје историје био у врху италијанског фудбала и тренутно игра у Серији А.
Наполи је био победник Серије А три пута, први пут у сезони 1986/87, други пут у сезони 1989/90, а трећи пута у сезони 2022/23. Осим тога, шест пута је освојио Куп Италије. Од међународних трофеја Наполи је у сезони 1988/89. освојио Куп УЕФА и Интертото куп 2008. Наполи је девети клуб по успешности у историји италијанског фудбала и најуспешнији клуб у јужној Италији.
Клуб је од првог појављивања 1904. имао неколико промена имена; једна од њих догодила се после спајања с клубом Internazionale Napoli. Најновија се промена догодила 2004, када је клуб отишао у стечај. Филмски продуцент Аурелио Де Лаурентис оснива нови клуб под именом Napoli Soccer. Почетком 2006. Де Лаурентис је вратио старо име клубу под називом Società Sportiva Calcio Napoli.

## Историја
Клуб је основан као Naples Foot-Ball & Cricket Club 1904. године. Основали су га енглески морнар Вилијам Потс и његов сарадник М. Бејон. У његово оснивање били су укључени и Наполитанци, као што су Конфорти, Катерина и Салси Амадео.. Изворна верзија дреса се састојала од небеско плавих дресова са тамноплавим пругама, те црним шортсевима.. Године 1906. управа клуба је сматрала да је његово име предугачко па су га скратили у Naples Foot-Ball Club.
У почетним годинама Фудбалско првенство Италије је било ограничено само на клубове са севера, тако да су се јужни клубови такмичили против морнара или су играли у куповима као што је Липтон куп. У купу су се такмичили Наполи и , а Наполи је освојио три трофеја. Године 1912. клуб се раздвојио на два дела. Један је био Naples Foot-Ball Club, а други Internazionale Napoli . У то време оба клуба су забележила прва учешћа у италијанском првенству, 1912/13. Иако су обе стране биле одушевљене такмичењем у региону Кампаније, клубови нису били успешни у такмичењима ван овог региона неколико година након Првог светског рата. Тада су одлучили да се уједине под именом Foot-Ball Club Internazionale-Napoli, познат и као FBC Internaples.

## 
За време председника клуба Ђорђа Аскарелија, клуб 23. августа 1926. мења име у Associazione Calcio Napoli. Након лошег почетка, Наполи почиње да остварује боље резултате захваљујући парагвајцу Атили Салустру који је био први прави херој навијача. Био је одличан голгетер а и данас је најбољи стрелац у историји Наполија.
Наполи је ушао у Серију А под вођством енглеског тренера Вилијама Гарбата, током наредних шест сезона клуб је остваривао добре резултате и на крају првенства је био у врху табеле. У сезонама 1932/33. и 1933/34. Наполи је био међу прва три клуба, а уз то су довели неколико одличних играча као што су Антонио Војак, Арналдо Сентименти и Карло Бускаља. Са почетком Другог светског рата, Наполи почиње да назадује али ипак није испао из лиге 1939/40. због боље гол-разлике у односу на Лигурију.
Наполи је водио тешку битку за испадање свих ових година до краја 1942. и после испадања у Серију Б. Те исте године Наполи се сели са Стадиона Ђорђо Аскарели на Стадион Артуро Колана и остаје на њему и у Серији Б до краја рата. Касније се Наполи такмичи у Серији А, али је након две сезоне испао. Клубу је био потребан подстицај за повратак у врх италијанског фудбала почетком 1950-их. Упркос томе што је остваривао променљиве резулате, Наполи је остварио велике успехе у купу кад је победио Спал и освојио Куп Италије 1962. погоцима Корелија и Ронсона.

## Наполи у успону - средина шездесетих
Клуб 25. јуна 1964. мења име у Società Sportiva Calcio Napoli. Током сезоне 1964/65. почиње успон и добрим резултатима осигурава повратак у Серију А. Под вођством бившег играча Бруна Пезаоле клуб осваја трофеј Куп Алпа и у тој повратничкој сезони завршава такмичење на трећем месту у Серији А. Наполи је у сезони 1967/68. скоро дошао до титуле првака, али је на крају освојио друго место иза Милана. Тада су у њиховој екипи играли неки од најпопуларнијих играча свих времена ,Дино Зоф, Жозе Алтафини, Омар Сивори и домаћи играч Антонио Јулијано. Јулијано је поставио до сада необорен рекорд по броју наступа за SSC Napoli.
Добра игра Наполија, и током 70-их, одвела их је до трећих места у сезонама 1970/71. и 1973/74. Предвођени бившим играчем, Луизом Винисиом, Наполи је осигурао улазак у Куп УЕФА; у сезони 1974/75. стигао је до трећег кола где је испао од Порта резултатом 2-0. Исте сезоне, Наполи је освојио друго место у Серији А, само два бода иза тадашњег првака Јувентуса. Солидне игре домаћих локалних играча, као што су Ђузепе Брусколети, Антонио Јулијано и Салваторе Еспозито уз голове Ђузепеа Саволдија довеле су до успона у том периоду.
Победом против Саутхемптона са 4-1 освојен је Англо-Италијански Лига куп. Наполи је ушао у такмичење Куп победника купова у сезони 1976/77, и стигао је до полуфинала. Тада је клуб освојио свој други Куп Италије у сезони 1975/76. На путу до финала избацили су Милан и Фиорентину, а у финалу су са лакоћом свладали Верону са 4-0. У односу на италијанску лигу, Наполи је био врло константна екипа која је увек била при врху, тачније међу првих шест током касних 70-их. Такође су почетком 1980-их, тачније прве две сезоне били у врху, где су у сезони 1980/81 завршили на трећем месту, међутим сезоне 1983/84 борили су се за опстанак у Серији А.

## Марадонина ера
Наполи је уздрмао свет рекордним трансфером, када је у лето 1984. довео Дијега Марадону за 6,9 милиона енглеских фунти из Барселоне. Екипа је постепено поновно изграђена, са људима попут Ћире Фераре, Салватореа Бањија и Фернанда Де Наполија.
Ова екипа је била спремна да победи свакога, и у сезони 1985/86. су освојили треће место у Серији А, али то их није задовољило. Током следеће сезоне 1986/87. освајају све што су могли а то је била најбоља сезона у историји Наполија. Освојили су „дуплу круну“, победивши у Серији А, а затим су у финалу Купа Италије победили Аталанту из Бергама са 4-0. Будући да то није успело ниједној екипи из јужне Италије, Наполитанци су се окренули Дијегу Марадони који је за њих постао фудбалска икона.
Међутим, клуб те сезоне није остварио запажен резултат у Купу УЕФА. У следећој сезони завршили су на другом месту Серије А. Поново се такмичи у Купу УЕФА 1988/89, и осваја свој први европски трофеј. На путу до финала поражени су Јувентус и Бајерн Минхен. Наполи је у током финална два сусрета био бољи од Штутгарта са 5-4. Голове за Наполи су постигли Карека, два гола, а Дијего Марадона, Ћиро Ферара и Аламео по један.
Наполи је освојио своју другу титулу у Серији А у сезони 1989/90, након што су у трци за титулу били бољи од Милана са два бода предности.
На Светском првенству у Италији 1990, Аргентина је играла у полуфиналу са Италијом. Будући да је утакмица завршена нерешеним резултатом, изводили су се једанаестерци а победнички једанаестерац за пролаз Аргентине постигао је управо Дијего Марадона. Италијани му то никада нису опростили, а Фудбалски савез Италије је наредио допинг контролу, на којој је Марадона пао и добио је забрану играња од 15 месеци.
Наполи је без Марадоне освојио Суперкуп Италије, победом против Јувентуса од 5-1, који је уједно и његов последњи трофеј.

## Пропаст и успон
Иако је клуб у сезони 1991/92. завршио на четвртом месту, Наполи је постепено након те сезоне почео пропадати, у финансијском смислу и на терену. Играчи као што су Ђанфранко Цола, Данијел Фонсека и Карека су напустили клуб до 1994. Упркос томе, Наполи се квалификовао за Куп УЕФА 1994/95, где је стигао до трећег кола, а у сезони 1996/97. играо је у финалу Купа Италије где је изгубио са 3-1 против Виченце. Наполијева форма у лиги је значајно пала, и испали су у Серију Б, са свега две победе у целој сезони. Клуб се већ у року од годину дана вратио у Серију А. Након тога у сезони 1999/2000 водио је тешку борбу након које поново испада у Серију Б. Следеће сезоне није се поново вратио, што се одразило и на финансијско стање клуба. У августу 2004. Наполи је прогласио стечај због дугова од 70 милиона евра. Филмски продуцент Аурелио Де Лаурентис се побринуо да Напуљ не остане без фудбала. Обнавља клуб под именом '', будући да није могао да користи старо име. Фудбалски савез Италије је избацио Наполи у Серију Ц1, где није искоришћена шанса за пласман у Серију Б поразом у плеј-офу са 2-1 од локалног конкурента Авелина.
Упркос чињеници да је Наполи морао играти у тако ниском фудбалском рангу, имао је већу посећеност на стадионима него већина клубова из Серије А. Промоцији првака из Серије Ц присуствовало је више од 51.000 гледалац, што је за данашњи фудбал необорив рекорд који ће се тешко срушити. Следеће сезоне, као другопласирани у Серији Б клуб се враћа у Серију А, а Аурелио Де Лаурентис откупио права за Наполијево старо име, те је клуб у мају 2006. преименован у Società Sportiva Calcio Napoli. Након само једне сезоне у Серији Б, Наполи се пласирао у Серију А, иза Јувентуса, али испред Ђенове која се такође пласирала у виши ранг такмичења. Наполи је у сезони 2007/08, први пут наступио у Серији А од испадања 2001. Клуб је сезону завршио на високом 8. месту, што му је било довољно да осигура квалификације у трећем колу Интертото купа.
Наполи је у Интертото купу играо против Паниониса којег је два пута победио резултатом 1-0, у гостима и код куће за свој први европски трофеј након 20 година, и свој први трофеј након уласка у Серију А, 2006. године.
Тај успех му је омогућио играње у 2. коло квалификација за Купа УЕФА, где је играо са албанским прваком Влазнијом, ког је у гостима победио са 3-0,. Наполи је на домаћем терену на Стадиону Сан Паолу, победио албанског првака са 5:0. Два гола је постигао Ринаудо, по један Пие, Лавезија и Хамшик. Том победом осигурао је такмичење у 1. колу Купа УЕФА, где је играо са португалском Бенфиком.. У првој утакмици Наполи је као домаћин победио је са 3:2,, али је у реваншу играо 0:2, што га је избацило из овогодишњег такмичења укупним резултатом 4:3 за Бенфику.
Након отпуштања Карла Анчелотија, клуб је у децембру 2019. године поставио Ђенара Гатуза за новог тренера. Сезону 2019/20. Наполи је завршио на 7. месту, али је дошао до трофеја у Купу. У финалу Наполи је победио Јувентус након једанаестераца (4:2), пошто је регуларни део утакмице завршен без голова и тако је шести пут у историји постао освајач купа.
Следеће сезоне Наполи се борио током читаве сезоне за место у Лиги шампиона, али без њега остао због ремија са Вероном у задњем колу, чиме је омогућио Јувентусу, који је победио Болоњом да заузме четврто место, последње које води у Лигу шампиона. У купу Наполи је испао у полуфиналу од Аталанте, када је након прве утакмице без голова, поражен у реваншу са 3:1. Клуб није продужио уговор са Гатузом, који је на крају сезоне напустио клуб. Као његову замену клуб је именовао Лучана Спалетија.

## Хронологија Наполија по сезонама
| Историја по сезонама ФК Наполија | Историја по сезонама ФК Наполија |
| --- | --- |
| \| - 1904: Оснивање клуба . - 1906: Преименовање клуба у . - 1912: Оснивање новог клуба . - 1912/13: Naples је испао у почетку такмичења, a Интернационале Наполи је елиминисан у финалу Јужне Лиге. - 1913/14: Naples је испао у почетку такмичења а Интернационале Наполи је елиминисан у финалу Јужне Лиге. - 1914/15: Такмичење није одржано до краја. - 1919/20: Naples је елиминисан у групи, a Интернационале Наполи је елиминисан у полуфиналу Центро-суда. - 1920/21 Интерназионале Наполи је елиминисан у финалу такмичења, Naples је елиминисан у полуфиналу Центро-суда. - 1921/22: Naples и Интерназионале Наполи су елиминисани на почетку такмичења. - 1922: Уједињење Naplesa и Интернационале Наполија под именом . - 1922/23: Internaples је елиминисан у полуфиналу Јужне Лиге. - 1923/24: Internaples је елиминисан у полуфиналу Јужне Лиге. - 1924/25: Internaples је елиминисан у почетку такмичења. - 1925/26: Internaples је елиминисан у финалу Јужне Лиге. - 1. августа 1926: Оснивање клуба . - 1926/27: 10° у групи А Националне дивизије. - 1927/28: 9° у групи А Националне дивизије. - 1928/29: 8° у групи Б Националне дивизије. - 1929/30: 5° у Серији А - 1930/31: 6° у Серији А. - 1931/32: 9° у Серији А - 1932/33: 3° у Серији А. - 1933/34: 3° у Серији А - 1934/35: 7° у Серији А - 1935/36: 8° у Серији А - 1936/37: 13° у Серији А. - 1937/38: 10° у Серији А - 1938/39: 5° у Серији А. - 1939/40: 13° у Серији А. - 1940/41: 7° у Серији А. - 1941/42: 15° у Серији А. Повратак у Серију Б. - 1942/43: 3° у Серији Б. - 1943-45:Првенство није играно због Другог светског рата. - 1945/46: 1° у Јужној лиги. Промоција у Серију А. 5° у финалној групи Националне дивизије. - 1946/47: 8° у Серији А - 1947/48: 21° у Серији А, Фудбалски савез Италије их избацио због илегалних ствари. Повратак у Серију Б. - 1948/49: 5° у Серији Б. - 1949/50: 1° у Серији Б. Пласман у Серији А. - 1950/51: 6° у Серији А. - 1951/52: 6° у Серији А. - 1952/53: 4° у Серији А. - 1953/54: 5° у Серији А. - 1954/55: 6° у Серији А. - 1955/56: 14° у Серији А. - 1956/57: 11° у Серији А. - 1957/58: 4° у Серији А. - 1958/59: 7° у Серији А. - 1959/60: 13° u у Серији А. - 1960/61: 17° у Серији А. Повратак у Серију Б. - 1961/62: 2° у Серије Б. Пласман у Серију А. Освајачи Купа Италије (1. титула). - 1962/63: 16° у Серији А. Повратак у Серије Б. - 1963/64: 8° у Серији Б. - 1964: Клуб је промијенио име у . - 1964/65: 2° у Серији А. Пласман у Серији А. - 1965/66: 3° у Серији А. Победници Купа Алпа (1. титула). - 1966/67: 4° у Серији А. - 1967/68: 2° у Серији А. - 1968/69: 7° у Серији А. - 1969/70: 6° у Серији А. \| - 1970/71: 3° у Серији А. - 1971/72: 8° у Серији А. - 1972/73: 9° у Серији А. - 1973/74: 3° у Серији А. - 1974/75: 2° у Серији А. - 1975/76: 5° у Серији А. Освајачи Купа Италије (2. титула). - 1976/77: 7° у Серије А. Победници Англо-италијанског Лига купа (1. титула). - 1977/78: 6° у Серији А. - 1978/79: 6° у Серији А. - 1979/80: 11° у Серији А. - 1980/81: 3° у Серији А. - 1981/82: 4° у Серији А. - 1982/83: 10° у Серији А. - 1983/84: 11° у Серији А. - 1984/85: 8° у Серији А. - 1985/86: 3° у Серији А. - 1986/87: Прваци Италије (1. титула). Освајачи Купа Италије (3. титула). - 1987/88: 2° у Серији А. - 1988/89: 2° у Серији А. Победници Купа УЕФА (1. титула). - 1989/90: Прваци Италије (2. титула). - 1990/91: 8° у Серији А Победници Суперкупа Италије (1. титула). - 1991/92: 4° у Серији А. - 1992/93: 11° у Серији А. - 1993/94: 6° у Серији А. - 1994/95: 7° у Серији А. - 1995/96: 12° у Серији А. - 1996/97: 13° у Серији А. - 1997/98: 18° у Серији А. Повратак у Серију Б. - 1998/99: 9° у Серији Б. - 1999/00: 2° у Серији Б. Пласман у Серију А. - 2000/01: 16° у Серији А. Повратак у Серију Б. - 2001/02: 5° у Серији Б. - 2002/03: 16° у Серији Б. - 2003/04: 14° у Серији Б. - 2004: Преименовање клуба из ; у када су испали у Серију Ц1. - 2004/05: 3° у Серији Ц1 група Б. Испали у доигравању. - 2005/06: 1° у Серији Ц1 група Б. Пласман у Серију Б. - 2006: Клуб враћа своје старо име . - 2006/07: 2° у Серији Б. Пласман у Серију А. - 2007/08: 8° у Серији А. - 2008/09: 12° у Серији А. - 2009/10: 6° у Серији А. - 2010/11: 3° у Серији А. - 2011/12: 5° у Серији А. Освајачи Купа Италије (4. титула). - 2012/13: 2° у Серији А. - 2013/14: 3° у Серији А. Освајачи Купа Италије (5. титула). - 2014/15: 5° у Серији А. Победници Суперкупа Италије (2. титула). - 2015/16: 2° у Серији А. - 2016/17: 3° у Серији А. - 2017/18: 2° у Серији А. - 2018/19: 2° у Серији А. - 2019/20: 7° у Серији А. Освајачи Купа Италије (6. титула). - 2020/21: 5° у Серији А. - 2021/22: 3° у Серији А. - 2022/23: Прваци Италије (3. титула). - 2023/24: 10° у Серији А. - 2024/25: 1 Прваци Италије (4. титула). \| | |
| - 1904: Оснивање клуба . - 1906: Преименовање клуба у . - 1912: Оснивање новог клуба . - 1912/13: Naples је испао у почетку такмичења, a Интернационале Наполи је елиминисан у финалу Јужне Лиге. - 1913/14: Naples је испао у почетку такмичења а Интернационале Наполи је елиминисан у финалу Јужне Лиге. - 1914/15: Такмичење није одржано до краја. - 1919/20: Naples је елиминисан у групи, a Интернационале Наполи је елиминисан у полуфиналу Центро-суда. - 1920/21 Интерназионале Наполи је елиминисан у финалу такмичења, Naples је елиминисан у полуфиналу Центро-суда. - 1921/22: Naples и Интерназионале Наполи су елиминисани на почетку такмичења. - 1922: Уједињење Naplesa и Интернационале Наполија под именом . - 1922/23: Internaples је елиминисан у полуфиналу Јужне Лиге. - 1923/24: Internaples је елиминисан у полуфиналу Јужне Лиге. - 1924/25: Internaples је елиминисан у почетку такмичења. - 1925/26: Internaples је елиминисан у финалу Јужне Лиге. - 1. августа 1926: Оснивање клуба . - 1926/27: 10° у групи А Националне дивизије. - 1927/28: 9° у групи А Националне дивизије. - 1928/29: 8° у групи Б Националне дивизије. - 1929/30: 5° у Серији А - 1930/31: 6° у Серији А. - 1931/32: 9° у Серији А - 1932/33: 3° у Серији А. - 1933/34: 3° у Серији А - 1934/35: 7° у Серији А - 1935/36: 8° у Серији А - 1936/37: 13° у Серији А. - 1937/38: 10° у Серији А - 1938/39: 5° у Серији А. - 1939/40: 13° у Серији А. - 1940/41: 7° у Серији А. - 1941/42: 15° у Серији А. Повратак у Серију Б. - 1942/43: 3° у Серији Б. - 1943-45:Првенство није играно због Другог светског рата. - 1945/46: 1° у Јужној лиги. Промоција у Серију А. 5° у финалној групи Националне дивизије. - 1946/47: 8° у Серији А - 1947/48: 21° у Серији А, Фудбалски савез Италије их избацио због илегалних ствари. Повратак у Серију Б. - 1948/49: 5° у Серији Б. - 1949/50: 1° у Серији Б. Пласман у Серији А. - 1950/51: 6° у Серији А. - 1951/52: 6° у Серији А. - 1952/53: 4° у Серији А. - 1953/54: 5° у Серији А. - 1954/55: 6° у Серији А. - 1955/56: 14° у Серији А. - 1956/57: 11° у Серији А. - 1957/58: 4° у Серији А. - 1958/59: 7° у Серији А. - 1959/60: 13° u у Серији А. - 1960/61: 17° у Серији А. Повратак у Серију Б. - 1961/62: 2° у Серије Б. Пласман у Серију А. Освајачи Купа Италије (1. титула). - 1962/63: 16° у Серији А. Повратак у Серије Б. - 1963/64: 8° у Серији Б. - 1964: Клуб је промијенио име у . - 1964/65: 2° у Серији А. Пласман у Серији А. - 1965/66: 3° у Серији А. Победници Купа Алпа (1. титула). - 1966/67: 4° у Серији А. - 1967/68: 2° у Серији А. - 1968/69: 7° у Серији А. - 1969/70: 6° у Серији А. | - 1970/71: 3° у Серији А. - 1971/72: 8° у Серији А. - 1972/73: 9° у Серији А. - 1973/74: 3° у Серији А. - 1974/75: 2° у Серији А. - 1975/76: 5° у Серији А. Освајачи Купа Италије (2. титула). - 1976/77: 7° у Серије А. Победници Англо-италијанског Лига купа (1. титула). - 1977/78: 6° у Серији А. - 1978/79: 6° у Серији А. - 1979/80: 11° у Серији А. - 1980/81: 3° у Серији А. - 1981/82: 4° у Серији А. - 1982/83: 10° у Серији А. - 1983/84: 11° у Серији А. - 1984/85: 8° у Серији А. - 1985/86: 3° у Серији А. - 1986/87: Прваци Италије (1. титула). Освајачи Купа Италије (3. титула). - 1987/88: 2° у Серији А. - 1988/89: 2° у Серији А. Победници Купа УЕФА (1. титула). - 1989/90: Прваци Италије (2. титула). - 1990/91: 8° у Серији А Победници Суперкупа Италије (1. титула). - 1991/92: 4° у Серији А. - 1992/93: 11° у Серији А. - 1993/94: 6° у Серији А. - 1994/95: 7° у Серији А. - 1995/96: 12° у Серији А. - 1996/97: 13° у Серији А. - 1997/98: 18° у Серији А. Повратак у Серију Б. - 1998/99: 9° у Серији Б. - 1999/00: 2° у Серији Б. Пласман у Серију А. - 2000/01: 16° у Серији А. Повратак у Серију Б. - 2001/02: 5° у Серији Б. - 2002/03: 16° у Серији Б. - 2003/04: 14° у Серији Б. - 2004: Преименовање клуба из ; у када су испали у Серију Ц1. - 2004/05: 3° у Серији Ц1 група Б. Испали у доигравању. - 2005/06: 1° у Серији Ц1 група Б. Пласман у Серију Б. - 2006: Клуб враћа своје старо име . - 2006/07: 2° у Серији Б. Пласман у Серију А. - 2007/08: 8° у Серији А. - 2008/09: 12° у Серији А. - 2009/10: 6° у Серији А. - 2010/11: 3° у Серији А. - 2011/12: 5° у Серији А. Освајачи Купа Италије (4. титула). - 2012/13: 2° у Серији А. - 2013/14: 3° у Серији А. Освајачи Купа Италије (5. титула). - 2014/15: 5° у Серији А. Победници Суперкупа Италије (2. титула). - 2015/16: 2° у Серији А. - 2016/17: 3° у Серији А. - 2017/18: 2° у Серији А. - 2018/19: 2° у Серији А. - 2019/20: 7° у Серији А. Освајачи Купа Италије (6. титула). - 2020/21: 5° у Серији А. - 2021/22: 3° у Серији А. - 2022/23: Прваци Италије (3. титула). - 2023/24: 10° у Серији А. - 2024/25: 1 Прваци Италије (4. титула). |

## Тренутни састав
31. август 2024.
| Бр. |           | Позиција | Играч              |
| --- | --------- | -------- | ------------------ |
| 1   | Италија   | Г        | Алекс Мерет        |
| 4   | Италија   | О        | Алесандро Бонђорно |
| 5   | Бразил    | О        | Жуан Жесус         |
| 6   | Шкотска   | С        | Били Гилмор        |
| 7   | Бразил    | Н        | Давид Нерес        |
| 8   | Шкотска   | С        | Скот Мектоминеј    |
| 11  | Белгија   | Н        | Ромелу Лукаку      |
| 13  | Србија    | О        | Амир Рахмани       |
| 14  | Италија   | Г        | Никита Контини     |
| 16  | Шпанија   | О        | Рафа Марин         |
| 17  | Уругвај   | О        | Матијас Оливера    |
| 18  | Аргентина | Н        | Ђовани Симеоне     |

| Бр. |          | Позиција | Играч                       |
| --- | -------- | -------- | --------------------------- |
| 21  | Италија  | Н        | Матео Политано              |
| 22  | Италија  | О        | Ђовани Ди Лоренцо (капитен) |
| 23  | Италија  | Н        | Алесио Цербин               |
| 25  | Италија  | Г        | Елиа Каприле                |
| 26  | Белгија  | Н        | Сирил Нгонге                |
| 30  | Италија  | О        | Пасквале Мацоки             |
| 37  | Италија  | О        | Леонардо Спинацола          |
| 68  | Словачка | С        | Станислав Лоботка           |
| 77  | Грузија  | Н        | Хвича Кварацхелија          |
| 81  | Италија  | Н        | Ђакомо Распадори            |
| 90  | Италија  | С        | Мајкл Фолоруншо             |
| 99  | Камерун  | С        | Франк Ангиса                |

## Остали играчи под уговором
| Бр. |             | Позиција | Играч     |
| --- | ----------- | -------- | --------- |
|     | Португалија | О        | Марио Руи |

## Повучени бројеви
- 10 -  Дијего Марадона, везни играч, 1984–1991

## Председници
| - Ђорђо Аскарели (1926–1927) - Густаво Цинцаро - Ђовани Мареска 1928–1929 - Ђорђо Аскарели 1929–1930 - Ђовани Мареска 1930–1932 - Еуђенио Копола 1930–1932 - Винченцо Саварезе 1932–1936 - Акиле Лауро 1936–1940 - Гаетано дел Пезо 1940 - Томазо Леонети 1940–1941 - Луиђи Пишители 1941–1943 - Анибале Фјенга 1943–1945 | - Винченцо Саварезе 1945–1946 - Пасквале Русо 1946–1948 - Еђидио Мусолино 1948–1951 - Алсонсо Куомо 1951–1952 - Акиле Лауро 1952–1954 - Алсонсо Куомо 1954–1963 - Луиђи Скуото 1963–1964 - Роберто Фјоре 1964–1967 - Ђоакино Лауро 1967–1968 - Антонио Корчоне 1968–1969 - Корадо Ферлаино 1969–1971 | - Еторе Саки 1971–1972 - Корадо Ферлаино 1972–1983 - Марино Бранкачо 1983 - Корадо Ферлаино 1983–1993 - Еленио Ф. Гало 1993–1995 - Винченцо Скјано ди Колела 1995–1996 - Ђан Марко Иноченти 1997–1998 - Федерико Акалинђи 1999–2000 - Ђорђо Корбели 2000 - Салваторе Налди 2002–2004 - Аурелио де Лаурентис 2004–тренутно |

## Тренери
Хронолошки списак тренера клуба од 1926. године:
| Име                                                         | Држава                        | Година    |
| ----------------------------------------------------------- | ----------------------------- | --------- |
| Антонио Кројцер                                             | Аустрија                      | 1926—1927 |
| Бино Скаса                                                  | Аустрија                      | 1927      |
| Техничка комисија; Ролф Штајгер Ђовани Териле Ференц Молнар | Аустрија · Италија · Мађарска | 1927—1928 |
| Ото Фишер                                                   | Аустрија                      | 1928—1929 |
| Вилијам Гарбут                                              | Енглеска                      | 1929—1935 |
| Карољ Чапкај                                                | Мађарска                      | 1935—1936 |
| Анђело Мтеа                                                 | Италија                       | 1936—1938 |
| Јуџин Пејер                                                 | Енглеска                      | 1938      |
| Паоло Јодиче                                                | Италија                       | 1938—1939 |
| Адолфо Балончиере                                           | Италија                       | 1939—1940 |
| Антонио Војак                                               | Хрватска · Италија            | 1940—1943 |
| Ђузепе Иноченти                                             | Италија                       | 1943      |
| Рафаеле Сансоне                                             | Уругвај · Италија             | 1945—1946 |
| Атила Салустро Ђовани Векина                                | Парагвај · Италија · Италија  | 1947—1948 |
| Арландо Сантинели                                           | Италија                       | 1948      |
| Феличе Борел Паоло Јодиче                                   | Италија · Италија             | 1948—1949 |
| Доменико Матиоли Луиђи Де Манес Виторио Мозеле              | Италија · Италија · Италија   | 1949      |
| Ералдо Монцељо                                              | Италија                       | 1949—1956 |
| Амадео Амадеи                                               | Италија                       | 1956—1959 |
| Анибале Фроси                                               | Италија                       | 1959      |
| Амадео Амадеи                                               | Италија                       | 1959—1961 |
| Амадо Амадеи Ренато Чезарини                                | Италија · Аргентина · Италија | 1961      |
| Атила Салустро                                              | Парагвај · Италија            | 1961      |
| Фјораванте Балди                                            | Италија                       | 1961—1962 |
| Бруно Пезаола                                               | Аргентина                     | 1962      |

| Име                                 | Држава                                  | Година    |
| ----------------------------------- | --------------------------------------- | --------- |
| Бруно Пезаола Ералдо Монцељо        | Аргентина · Италија                     | 1962—1963 |
| Роберто Леричи                      | Италија                                 | 1963—1964 |
| Ђовани Молино                       | Италија                                 | 1964      |
| Бруно Пезаола                       | Аргентина                               | 1964—1968 |
| Ђузепе Кјапела                      | Италија                                 | 1968—1969 |
| Еђидио Ди Костанцо                  | Италија                                 | 1969      |
| Ђузепе Кјапела                      | Италија                                 | 1969—1973 |
| Луиз Винисио                        | Бразил                                  | 1973—1976 |
| Алберто Дел Фрати                   | Италија                                 | 1976      |
| Бруно Пезаола                       | Аргентина                               | 1976—1977 |
| Розарио Ривелино                    | Италија                                 | 1977      |
| Ђовани Ди Марцио                    | Италија                                 | 1977—1978 |
| Луиз Винисио                        | Бразил                                  | 1978—1980 |
| Анђело Сормани                      | Италија · Бразил                        | 1980      |
| Рино Маркези                        | Италија                                 | 1980—1982 |
| Масимо Ђакомини                     | Италија                                 | 1982      |
| Бруно Пезаола                       | Аргентина                               | 1982—1983 |
| Пјетро Санти                        | Италија                                 | 1983—1984 |
| Рино Маркези                        | Италија                                 | 1984—1985 |
| Отавио Бјанки                       | Италија                                 | 1985—1989 |
| Алберо Бигон                        | Италија                                 | 1989—1991 |
| Клаудио Ранијери                    | Италија                                 | 1991—1993 |
| Отавио Бјанки                       | Италија                                 | 1993      |
| Марчело Липи                        | Италија                                 | 1993—1994 |
| Винченцо Гверини                    | Италија                                 | 1994      |
| Вујадин Бошков Жарбас Фаустињо Кане | Савезна Република Југославија · Бразил  | 1994—1995 |
| Вујадин Бошков Алдо Сенсибле        | Савезна Република Југославија · Италија | 1995—1996 |
| Луиђи Симони                        | Италија                                 | 1996—1997 |

| Име                                           | Држава                      | Година    |
| --------------------------------------------- | --------------------------- | --------- |
| Винченцо Монтефуско Бортоло Мути Карло Мацоне | Италија · Италија · Италија | 1997      |
| Ђовани Галеоне                                | Италија                     | 1997—1998 |
| Винченцо Монтефуско                           | Италија                     | 1998      |
| Ренцо Уливијери                               | Италија                     | 1998—1999 |
| Винченцо Монтефуско                           | Италија                     | 1999      |
| Валтер Новелино                               | Италија                     | 1999—2000 |
| Здењек Земан                                  | Чешка                       | 2000      |
| Емикијано Мондоника                           | Италија                     | 2000—2001 |
| Луиђи Де Канио                                | Италија                     | 2001—2002 |
| Франко Коломба                                | Италија                     | 2002      |
| Серђо Бузо                                    | Италија                     | 2002      |
| Франко Скољо                                  | Италија                     | 2002—2003 |
| Франко Коломба                                | Италија                     | 2003      |
| Андреја Агостинели                            | Италија                     | 2003      |
| Луиђи Симоне                                  | Италија                     | 2003—2004 |
| Ђампјетро Вентура                             | Италија                     | 2004      |
| Едоардо Реја                                  | Италија                     | 2005—2009 |
| Роберто Донадони                              | Италија                     | 2009      |
| Валтер Мацари                                 | Италија                     | 2009—2013 |
| Рафаел Бенитез                                | Шпанија                     | 2013—2015 |
| Маурицио Сари                                 | Италија                     | 2015—2018 |
| Карло Анчелоти                                | Италија                     | 2018—2019 |
| Ђенаро Гатузо                                 | Италија                     | 2019—2021 |
| Лучано Спалети                                | Италија                     | 2021—2023 |
| Руди Гарсија                                  | Француска                   | 2023      |
| Валтер Мацари                                 | Италија                     | 2023—2024 |
| Франческо Калцона                             | Италија                     | 2024      |
| Антонио Конте                                 | Италија                     | 2024—     |

## Познати играчи
| Италија - Ђузепе Кавана (1929—1935) - Антонио Војак (1929—1935) - Амадео Амадеи (1950—1956) - Отавио Бугати (1953—1961) - Антонио Јулијано (1962-1978) - Паоло Брисон (1967—1970) - Дино Зоф (1967—1972) - Ђузепе Брусколоти (1972—1988) - Ђулијано Морели (1998—2000) - Тарчисио Бурњик (1974—1977) - Ђузепе Саволди (1975—1979) - Морено Ферарио (1977—1988) - Лусијано Кастелини (1978—1985) - Салваторе Бањи (1984—1988) - Чиро Ферара (1984—1994) - Клаудио Гарела (1985—1988) - Бруно Ђордано (1985—1988) - Алесандро Реника (1985—1991) - Андреа Карневале (1986—1990) |  | - Фернандо Де Наполи (1986—1992) - Ђовани Фреанцини (1987—1994) - Ђилијано Ђулијани (1988—1990) - Масимо Крипа (1988—1993) - Ђанфранко Цола (1989—1993) - Ђовани Гали (1990—1993) - Фабио Канаваро (1993—1995) Аргентина - Бруно Пезаола (1952—1960) - Омар Сивори (1965—1969) - Данијел Бертони (1984—1986) - Дијего Марадона (1984—1991) - Роберто Ајала (1995—1998) Бразил - Луис Виничио (1955—1960) - Фаустино Кане (1962—1969, 1972—1975) - Жозе Алтафини (1965—1972) - Анђело Сормани (1970—1972) |  | - Срђо Клеричи (1973—1975) - Антонио Карека (1987—1993) - Рикардо Алемао (1988—1992) - Андре Круз (1994—1997) Уругвај - Данијел Фонеска (1992—1994) Шведска - Хасе Јепсон (1952—1956) Парагвај - Атила Салустро (1926—1937) Холандија - Руд Крол (1980—1984) Француска - Ален Богосјан (1994—1997) Хрватска - Аљоша Асановић (1997—1998) |  |  |

## Играчи са највише утакмица и голова
|    | Играч             | Држава   | Лига | Куп | УЕФА | Друга | Укупно |
| -- | ----------------- | -------- | ---- | --- | ---- | ----- | ------ |
| 1  | Ђузепе Брусколоти | Италија  | 387  | 96  | 26   | 2     | 511    |
| 2  | Антонио Јулијано  | Италија  | 394  | 72  | 20   | 19    | 505    |
| 3  | Марек Хамшик      | Словачка | 365  | 31  | 68   | 0     | 464    |
| 4  | Морено Ферарио    | Италија  | 310  | 70  | 16   | 0     | 396    |
| 5  | Чиро Ферара       | Италија  | 247  | 47  | 28   | 0     | 322    |
| 6  | Кристијан Мађо    | Италија  | 223  | 21  | 47   | 0     | 291    |
| 7  | Паоло Канаваро    | Италија  | 238  | 17  | 22   | 0     | 278    |
| 8  | Бруно Грамаља     | Италија  | 273  | 2   | 0    | 0     | 275    |
| 9  | Карло Бускаља     | Италија  | 261  | 9   | 0    | 0     | 270    |
| 10 | Атила Салустро    | /        | 258  | 5   | 0    | 3     | 266    |

|    | Играч           | Држава    | Лига | Куп | УЕФА | Друга | Укупно |
| -- | --------------- | --------- | ---- | --- | ---- | ----- | ------ |
| 1  | Марек Хамшик    | Словачка  | 97   | 5   | 15   | 0     | 117    |
| 2  | Дијего Марадона | Аргентина | 81   | 29  | 5    | 0     | 115    |
| 3  | Атила Салустро  | /         | 106  | 1   | 0    | 1     | 108    |
| 4  | Единсон Кавани  | Уругвај   | 78   | 7   | 19   | 0     | 104    |
| 5  | Антонио Војак   | /         | 102  | 0   | 0    | 1     | 103    |
| 6  | Жозе Алтафини   | /         | 71   | 11  | 0    | 15    | 97     |
| 7  | Карека          | Бразил    | 73   | 15  | 8    | 0     | 96     |
| 8  | Гонзало Игуаин  | Аргентина | 71   | 3   | 15   | 2     | 91     |
| 9  | Дрис Мертенс    | Белгија   | 63   | 5   | 17   | 0     | 85     |
| 10 | Ђузепе Саволди  | Италија   | 55   | 19  | 3    | 0     | 77     |

## Боје, ознаке и надимци
Како је Напуљ приморски град, боје клуба увек су биле повезане са плавом бојом, које обележавају Напуљски залив. У почетку свог настајања, када је Наполи, носио име Наполи ФБЦ, боје клуба чиниле су две нијансе плаве боје. Од 1920-их, Фудбалска репрезентација Италије је, по узору на њих, преузела плаву боју на своје дресове, и тако је Наполи делио свој надимак азури са Фудбалском репрезентацијом Италије.
Један од надимака Наполија, био је I ciucciarelli, (малени магарци), тај надимак су добили након врло, врло лоших игара, током сезоне 1926/27. 
Тај назив је значио изузетно нешто погрдно, но како је Наполијев знак у то вријеме био необуздани црни коњ, клупска је управа магараца ипак усвојила као маскоту клуба, те су је прозвали O Ciuccio, а приказивали су је с поносом.
Ознака клуба на дресовима и на грбу је била велико слово N, смештеним унутар круга, око којег пише Internazionale Napoli, а сличан се дизајн налази и на њиховом дресовима.
Клуб је усвојио слово N, као ознаку, за њихов клуб, али га је Наполи с временом мало изменио, како се иторија клуба мењала. Главна разлика је била та да је слово N било беле боје, а око круга и унутар круга су биле две нијансе плаве боје.
Partenopei је био популаран надимак клуба, као и за људе из околине града.
Тај назив је изведен из грчке митологије, где је сирена Партенопеа покушала да очара једног од јунака приче, Одисеја на броду, крај острва Капри. У причи Одисеј, је рекао својим људима да га привежу за брод, тако да се може одупрети песмама сирена. Како Партенопе није могла живети без љубави, она потопи себе, те је њено тело, како прича каже, испливало на обали града Напуља.

## Успеси

### Национални
- Серија А :
  - Првак (4) : 1986/87, 1989/90, 2022/23, 2024/25
  - Другопласирани (8) : 1967/68, 1974/75, 1987/88, 1988/89, 2012/13, 2015/16, 2017/18, 2018/19.
- Куп Италије :
  - Освајач (6) : 1961/62, 1975/76, 1986/87, 2011/12, 2013/14, 2019/20.
  - Финалиста (4) : 1971/72, 1977/78, 1988/89, 1996/97.
- Суперкуп Италије :
  - Освајач (2) : 1990, 2014.
  - Финалиста (3) : 2012, 2020, 2023.
- Серија Б :
  - Првак (2) : 1945/46 (заједно са Баријем), 1949/50.
  - Другопласирани (4) : 1961/62, 1964/65, 1999/00, 2006/07.
- Прва дивизија професионалне лиге (Серија Ц1) :
  - Првак (1) : 2005/06.
- Липтон куп :
  - Освајач (2) : 1909, 1911.
  - Финалиста (3) : 1910, 1912, 1914.

### Европски
- Куп победника купова :
  - Полуфинале (1) : 1976/77.
- УЕФА куп :
  - Освајач (1) : 1988/89.
- Интертото куп :
  - Освајач (1) : 2008.
- Англо-италијански Лига куп :
  - Освајач (1) : 1976.
- Куп Алпа :
  - Освајач (1) : 1966.